# Kylian Hazard
Kylian Hazard (La Louvière, 1995. augusztus 5.) belga labdarúgó, a Tubize-Braine középpályása.

## Pályafutása
2001-től a Tubize akadémiáján nevelkedett egészen 2011-ig, amikor a francia Lille akadémiájához csatlakozott. 2013 nyarán aláírt a belga másodosztályú WS Bruxelles csapatához. Szeptember 7-én debütált a bajnokságban az AFC Tubize ellen a 87. percben váltotta Basile de Carvalhót. A szezon során még 3 alkalommal csereként lépett pályára a bajnokságban, míg a kupában a Standard de Liège ellen lépett pályára csereként.
2014. június 25-én bejelentették, hogy aláírt a Zulte-Waregem csapatához 2+1 évre. Augusztus 7-én debütált a Sahcjor Szalihorszk elleni visszavágó mérkőzésen az Európa-liga selejtezőjében váltotta a 69. percben Ibrahima Contét. 2015. január 21-én az Anderlecht elleni kupa mérkőzésen lépett először kezdőként pályára.

### Újpest FC
2015. június 27-én hivatalosan is bejelentették, hogy Magyarországra az Újpest csapatához igazolt három évre. Hazard az OTP Bank Liga első fordulójában már bemutatkozhatott a lila-fehéreknél, a Paks elleni 0–0-s találkozón kezdett. Gyorsan alapemberévé vált csapatának, első NB I-es gólját a Budapest Honvéd ellen jegyezte november 21-én. Idénye 35 tétmérkőzésen négy góllal, öt gólpasszal és egy térdsérüléssel zárult, amelyet a Ferencváros elleni kupadöntőn szedett össze az első félidőben. Később kiderült, legközelebb november végén edzhet együtt csapatával.

### Chelsea
2017. augusztus 29-én a Chelsea FC hivatalos honlapján jelentette be szerződtetését, illetve, hogy elsősorban a klub U23-as csapatánál számítanak a játékára.

### Cercle Brugge
A 2018-2019-es szezonra a belga első osztályú Cercle Brugge vette kölcsön.
2019. május 5-én hivatalosá vált, hogy négy éves szerződést kötött a belga klubbal, mely július elsejétől lép hivatalosá. 2021 januárjában fegyelmi okok miatt a tartalék csapatba került.

### RWD Molenbeek
2022. január 31-én kölcsönbe került a RWD Molenbeek csapatához, vételi opcióval. Február 13-án mutatkozott be a KMSK Deinze ellen Thomas Ephestion cseréjeként. A kölcsön lejártát követően a Brugge felbontotta szerződését, és kétéves szerződést írt alá a Molenbeekkel. A 2022–23-as szezon során megnyerték a másodosztályt és a szezon csapatába is bekerült. A 2023–24-es az élvonalban folytatta csapatával, de 2023 nyarán elülső keresztszalag szaladást szenvedett.

### Waasland-Beveren
2024. február 1-jén kölcsönbe került a Waasland-Beveren csapatához.

### Tubize-Braine
2024. október 2-án a Tubize-Braine csapatába került.

## Statisztika
| Klub                 | Szezon           | Bajnokság | Bajnokság | Kupa  | Kupa  | UEFA  | UEFA  | Összesen | Összesen |
| Klub                 | Szezon           | Mérk.     | Gólok     | Mérk. | Gólok | Mérk. | Gólok | Mérk.    | Gólok    |
| -------------------- | ---------------- | --------- | --------- | ----- | ----- | ----- | ----- | -------- | -------- |
| White Star Bruxelles | 2013–14          | 4         | 0         | 1     | 0     | —     | —     | 5        | 0        |
| White Star Bruxelles | Összesen         | 4         | 0         | 1     | 0     | —     | —     | 5        | 0        |
| Zulte-Waregem        | 2014–15          | 2         | 0         | 2     | 0     | 1     | 0     | 5        | 0        |
| Zulte-Waregem        | Összesen         | 2         | 0         | 2     | 0     | 1     | 0     | 5        | 0        |
| Újpest               | 2015–16          | 29        | 3         | 6     | 1     | 0     | 0     | 35       | 4        |
| Újpest               | 2016–17          | 1         | 0         | 2     | 0     | 0     | 0     | 3        | 0        |
| Újpest               | Összesen         | 30        | 3         | 8     | 1     | 0     | 0     | 38       | 4        |
| Karrier összesen     | Karrier összesen | 35        | 3         | 11    | 1     | 1     | 0     | 48       | 4        |

Utolsó elszámolt mérkőzés dátuma: 2017. március 29.

## Család
Labdarúgó családban nőtt fel. Anyja, Carine és apja, Thierry is labdarúgó volt, előbbi csatár, utóbbi félprofi védekező középpályás. Apja pályafutását a félprofi RAA Louviéroise együttesénél töltötte a belga másodosztályban. Anyja a belga női bajnokságban szerepelt, de visszavonult, amikor három hónapos terhes volt Edennel. Thierry 2009-ben vonult vissza, hogy több időt tölthessen a családjával.
Kylian a harmadik a négy Hazard gyerekből. Mind a három testvére focizik. Eden a Real Madridtól vonult vissza, Thorgan az RSC Anderlecht, míg Ethan a Tubize-Braine játékosa.
Kylian és testvéreinek a szülei kényelmes környezetet teremtettek, hogy minden adott lehessen ahhoz, hogy továbbfejlődjenek. Néhány méterre laktak egy edzőpályától, ahova gyakran jártak le gyakorolni és fejleszteni képességeiket.

## Sikerei, díjai

### Klub
- RWD Molenbeek
  - Belga másodosztály bajnok: 2022–23

### Egyéni
- Belga másodosztály – A szezon csapatának tagja: 2022–23